# Calamus corrugatus
Calamus corrugatus är en enhjärtbladig växtart som beskrevs av Odoardo Beccari. Calamus corrugatus ingår i släktet Calamus och familjen Arecaceae. Inga underarter finns listade i Catalogue of Life.